# Порскалевка (Шишацкий район)
Порска́левка (укр. Порскалівка) — село,
Михайликовский сельский совет,
Шишацкий район,
Полтавская область,
Украина.
Код КОАТУУ — 5325783205. Население по переписи 2001 года составляло 162 человека.

## Географическое положение
Село Порскалевка находится у истоков реки Стеха,
на расстоянии в 1 км от сёл Носы и Харенки.
Река в этом месте пересыхает, на ней сделано несколько запруд.
Рядом проходит автомобильная дорога Т-1710 (Р-42).